# 戎本みろ
戎本 みろ（えびすもと みろ、1969年10月26日 -）は、長崎県出身の舞台俳優。元劇団わらび座の劇団員だった。血液型B型。

## 略歴
妻は碓井涼子。2023年4月、妻と共にわらび座を退職し、妻の実家である富山へ。

## 主な出演作品

### 舞台
- 龍姫（作・演出／福田善之）…七郎役
- 山神様のおくりもの（作・演出／菊池准）…［主演］弥之助役
- アテルイ－北の燿星（原作／高橋克彦、脚本／杉山義法、演出／中村哮夫、音楽／甲斐正人）…ヒラテ役
- 男鹿の於仁丸（脚本・演出／大関弘政）…［主演］於仁丸役
- 春秋山伏記（原作／藤沢周平、脚本・演出／大関弘政）…［主演］大鷲坊役
- よろけ養安（脚本／杉山義法、演出／井上思、音楽／甲斐正人）…泰安役
- 棟方志功〜炎・じゃわめぐ（作・作詞／齋藤雅文、演出／西川信廣）…柳宗悦役ほか
- 義経－平泉の夢（作／齋藤雅文、演出／井上思、音楽／甲斐正人）…［主演］義経役
- 坊っちゃん！（脚本・演出／ジェームス三木）…赤シャツ、野だいこ役
- 火の鳥 鳳凰編（原作／手塚治虫、脚本・作詞／齋藤雅文、演出／栗山民也、音楽／甲斐正人）…茜丸役
- カンアミ伝（演出／中村哮夫、作・作詞／高橋知伽江）…世阿弥役
- アテルイ－北の燿星（再演）（原作／高橋克彦、脚本／杉山義法、演出／中村哮夫、音楽／甲斐正人）…アテルイ役
- 幕末ガール〜ドクトル☆おイネ物語（脚本・演出・作詞／横内謙介、作曲／深沢桂子、振付／ラッキィ池田・彩木エリ）…村田蔵六・海野太一郎役
- ブッダ（原作／手塚治虫、脚本・作詞／齋藤雅文、演出／栗山民也、音楽／甲斐正人）- シッダールタ（ブッダ） 役
- ミュージカル「龍角散Presents・ゴホン！といえば」（2022年、マキノノゾミ脚本・演出：藤井玄淵、正亭治役[3]）